# Mowgli (TV-serie)
Mowgli är en serie fem sovjetiska animerade filmer regisserade av Roman Davydov från 1967-1971. Serien bygger på Djungelboken av den engelske författaren Rudyard Kipling. 1973 klipptes dem om till en långfilm, medan vissa bitar klipptes ner; särskilt den vita kobrasekvensen är helt bortklippt i långfilmsversionen.

## Handling

### Raksja (1967)
Ett litet barn hamnar hos en vargfamilj i djungeln. Han fattar tycke för vargmamman Raksja som döper honom till "Mowgli" ("groda") och skyddar honom från den människoätande tigern Shere Khan. Vargarna föder upp och uppfostrar människoungen. Familjen bor i en flock som styrs av djungelns lag - och Flockrådet måste först bestämma om Mowgli får bo bland djuren eller ges bort för att ätas upp av Shere Khan.
Vid rådet upprepar Mowgli sina bröders samröre. Eftersom vargflocken fortfarande tvekar, räddar den svarta pantern Bagheera pojken genom att betala lösensumman för honom — buffeln hon just hade dödat. Mowgli accepteras in i flocken.

### Bortförandet (1968)
Mowgli — adoptivson i en vargfamilj — växer upp och studerar vid Himalayabjörnen Baloos "skola". Han växer snabbt upp och uppvisar förmågor som Bagheera är särskilt glad över. Efter att Mowgli räddat elefantungen Hatha från en fälla når ryktet om att en människounge lever i en vargflock en stam trädlevande apor. Aporna bestämmer sig för att göra Mowgli till sin ledare. De kidnappar honom och tar med honom till en övergiven stad i djungeln.
I djungeln vill ingen bråka med aporna. Den enda de fruktar är den enorma pytonormen Kaa. Bagheera och Baloo kommer för att hjälpa honom. Pantern och björnen börjar slåss med aporna och förlorar, vilket resulterar i att aporna trycker tillbaka dem till fontänen. Senare stoppar Kaa, med hjälp av hypnos, aporna och Mowgli räddas från sin fångenskap.

### Akelas sista jakt (1969)
Mowgli har blivit vuxen och för att ta sin rättmätiga plats i flocken måste han beväpna sig. Kaa hjälper Mowgli att hitta järntanden — en gammal dolk, i en övergiven grotta  som bevakas av en vit kobra och från Bagheera lär han sig om den röda blomman — det vill säga eld. Mowgli hittar en gryta med brinnande kol i människobyn, som han tar med sig hem.
Detta sker precis i tid, eftersom Mowglis gamla fiende, tigern Shere Khan, och hans hejduk schakalen Tabaki spridit oro i flocken genom att rama in Akela i en fälla med avsikt att störta den gamle ledaren. Akela riskerar att bli dödad av de andra vargarna för sitt misslyckande. Bagheera och Baloo, som för första gången är fast beslutna att inte frukta Shere Khan längre, vill skydda Akela. Endast Mowglis ingripande räddar Akela från Shere Khans list och återställer hans makt. Mowgli krossar offentligt en gryta med kol över tigerns huvud och slår honom sedan med en brinnande gren, vilket sätter eld på Shere Khans hud. Akela förblir ledare, och Shere Khan, förödmjukad och skamfilad, fördrivs tillsammans med Tabaki.

### Striden (1970)
Ett fruktansvärt hot skymmer över vargstammen och alla levande varelser som bor i djungeln. Horder av blodtörstiga vildhundar närmar sig Mowglis hemorter. Nyheten om fiendens invasion sprids omedelbart av gladan Tjil. Många av faunans representanter (papegojor, apor, elefanter, piggsvin) bestämmer sig för att fly till säkerhet. Pantern Bagheera gömmer sina ungar i ett träd som växer på en ensam ö mitt i floden. Vid vargarnas råd som Akela kallat till, bestämmer de sig för att slå tillbaka vildhundarna, vilket schakalen Tabaki informerar Shere Khan om. Tigern tror inte anfallet kommer lyckas och drar sig tillbaka norrut tillsammans med sin hantlangare.
Men Kaa kommer på en plan för att tillfoga hundarna betydande skada med hjälp av jättebin. Pytonormen visar Mowgli en ravin i en bergsflod, där enorma mängder bin har bildat bikupor. Mowgli uppehåller fienden ett tag för att sedan, efter att ha väntat på solnedgången, locka in hundarna i ravinen genom att hoppa från en klippa ner i floden. Hundarna hamnar också i floden och attackeras direkt av bina. Några hundar förs av den snabba strömmen till en holme, där de får stryk av Bagheera. Större delen av hundflocken hamnar på flodstranden, där de utkämpar en fruktansvärd nattstrid med vargflocken ledd av Akela. Björnen Baloo och Mowgli, som klättrat ut tillsammans med hundarna på stranden, deltar också i striden. Som ett resultat besegrar Mowgli och hans vänner, till ett stort pris, den farliga fienden och driver bort resterna av hundflocken. Akela blev allvarligt sårad i striden och på morgonen efter slaget utser han Mowgli till sin efterträdare innan han dör.

### Återkomst till folket (1971)
Mowgli stöter på två flickor vid vattenkällan, och efteråt förklarar Bagheera för honom vad kärlek är. En torka har börjat härja i djungeln. Gladan Tjil sprider nyheterna om detta, och elefanten Hathi tillkännager början på en vapenvila och förbjuder vissa djur att döda andra. Alla faunans representanter, inklusive Mowgli, går ner till floden. Shere Khan kommer också till stranden med schakalen Tabaki för att släcka sin törst, och bryter därmed vapenvilan, eftersom blodet från ett djur som dödats av en tiger hittas i flodvattnet. Detta gör Bagheera och Mowgli förbannade.
Efter att regnperioden inletts får Mowgli veta av sina bröder att hans svurna fiende vilar i ravinen, och åker dit. Mowgli dödar Shere Khan i en duell med sin dolk. Efter att ha besegrat sin fiende övermannas han av outhärdlig ångest, och till slut inser han att han redan har blivit ganska vuxen, mognat och nu måste återvända till "människornas flock".

## Rollista
- Maria Vinogradova — Mowgli som barn (avsnitt 2)
- Lev Sjabarin — Mowgli som vuxen (avsnitt 3-5)
- Ljudmila Kasatkina — pantern Bagheera
- Stepan Bubnov — björnen Baloo
- Vladimir Usjakov — pytonormen Kaa (avsnitt 2-4)
- Anatolij Papanov — tigern Shere Khan
- Sergej Martinson — schakalen Tabaki
- Lev Ljubetskij — Akela (avsnitt 1, 3)
- Jurij Puzyrjov — Akela (avsnitt 4)
- Lusiena Ovtjinnikova — varghonan Raksja, Mowglis adoptivmamma
- Alexander Nazarov — varghane, Mowglis adoptivfar (avsnitt 1) / pytonormen Kaa (avsnitt 5)
- Jurij Chrzjanovskij — apor (avsnitt 2) / vit kobra (avsnitt 3) / piggsvin (avsnitt 5)
- Klara Rumjanova — elefanten Hathi (avsnitt 2) / litet piggsvin (avsnitt 2) / vargunge (avsnitt 4)
- Tamara Dmitrieva — litet piggsvin (avsnitt 2) / rådjursunge (avsnitt 5)

### Svenska röster
- Astrid Assefa
- Axel Boman
- Iwa Boman
- Stefan Böhm
- Ulf Håkan Jansson
- Mattias Knave
- Tove Linde
- Lennart R. Svensson
- Leon Söderberg
- Andreas Bergström
- Behzad Hamzei-Tavosloi
- Susanna Hernlund
- Hampus Jansson
- Uuve Jansson[1]
- Dialogregi — Peter Nestler[2]

## Filmteam
- Manusförfattare — Leonid Belokurov
- Regissör — Roman Davydov
- Scenografer — Alexander Vinokurov, Pjotr Repkin
- Filmfotograf — Jelena Petrova
- Kompositör — Sofija Gubajdulina
- Ljudtekniker — Georgij Martynjuk
- Illustratörer — Oleg Komarov, Alexander Davydov (avsnitt 1), Vladimir Zarubin (avsnitt 1–3 och 5), Viktor Lichatjev, Viktor Arsentiev (avsnitt 1–3), Vitalij Bobrov (avsnitt 3–5), Oleg Safronov (avsnitt 3– 5), Nikolaj Fjodorov (avsnitt 3), Fjodor Jeldinov (avsnitt 4 och 5), Sergej Dezjkin (avsnitt 5), Pjotr Korobajev, Valerij Ugarov (avsnitt 1), Vladimir Krumin (avsnitt 1 och 2), Svetlana Zjutovskaja (avsnitt 1), Boris Butakov (avsnitt 1), Roman Davydov (avsnitt 2 och 3), Vjatjeslav Kotionotjkin (avsnitt 2)
- Regissörsassistent — N. Orlova (avsnitt 1), N. Sumarokova (avsnitt 2-5)
- Kameraassistent — Svetlana Kosjtjejeva (avsnitt 4)
- Klippare — Ljubov Georgijeva
- Redaktör — Arkadij Snesarev
- Producent — A. Zorina (serie 1 och 2), Ljubov Butyrina (serie 3-5)

## Stil

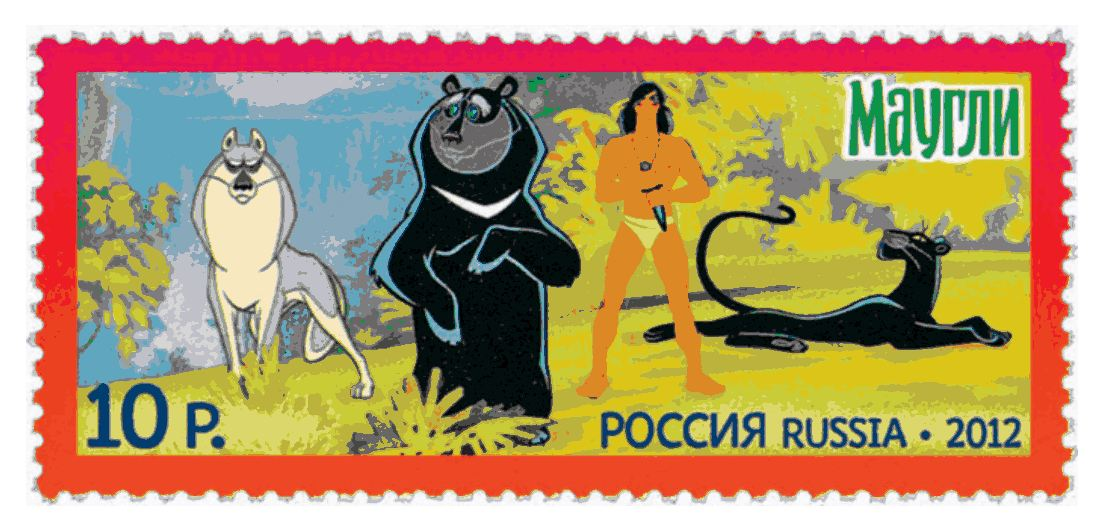
Rysk frimärke med några filmkaraktärer

Den tecknade filmens första del släpptes samma år som Walt Disneys filmatisering av Rudyard Kiplings bok Djungelboken. Även om detta bara är en tillfällighet har kritiker jämfört filmerna med varandra.
Disneys film riktar sig till de mindre tittarna, den har en övervägande konfliktfri handling, karaktärerna sjunger och dansar, det finns inga scener med våld och blod. Den sovjetiska filmatiseringen blev tvärtemot mer vuxen och närmare Kiplings bok. Filmen tar upp teman om liv och död, plikt och känslor, en krigares hjältemod och mänsklig essens.
"Mowgli" filmades väldigt nära originalkällan, men innehåller små utvikningar. I originalet var Bagheera en hane men i Nina Daruzes översättning till ryska blev pantern en kvinna, och denna version har använts i filmen. Filmatiseringen innehåller inga scener med människor, såsom Baldeo och Messua – istället dyker bara en tjej upp, som Mowgli stjäl en gryta med kol ifrån. I den tecknade filmen tillkom en närstridsduell mellan Mowgli och Shere Khan – i boken dör istället tigern under bufflarnas hovar. I Disney-filmatiseringen sker inga dödsfall alls – Mowgli tar istället tillfället i akt vid ett dispyt mellan Shere Khan och Baloo och binder obemärkt en brinnande gren i tigerns svans, varvid tigern bara springer ivägб morrande av smärta och brännskador.
Men generellt sett ligger den sovjetiska "Mowgli", som nämnts ovan, närmare boken än andra filmatiseringar.

## Utgivning
På 1980-talet släpptes den tecknade filmen på VHS-videokassetter i Sovjetunionen av utgivaren Goskinos videoprogram. I början av 1990-talet släpptes den på VHS i Sovjetunionen av film- och videoföreningen Krupnyj Plan. I Ryssland i mitten av 1990-talet släpptes filmen även på VHS av Studio PRO Video med Hi-Fi Stereoljud och i PAL-systemet. Dessutom släpptes den tecknade filmen på video-CD av Lizard.
2002 restaurerades filmen och släpptes på nytt på DVD av Krupnyj Plan, liksom många andra tecknade filmer.